# Alte Akademie (München)

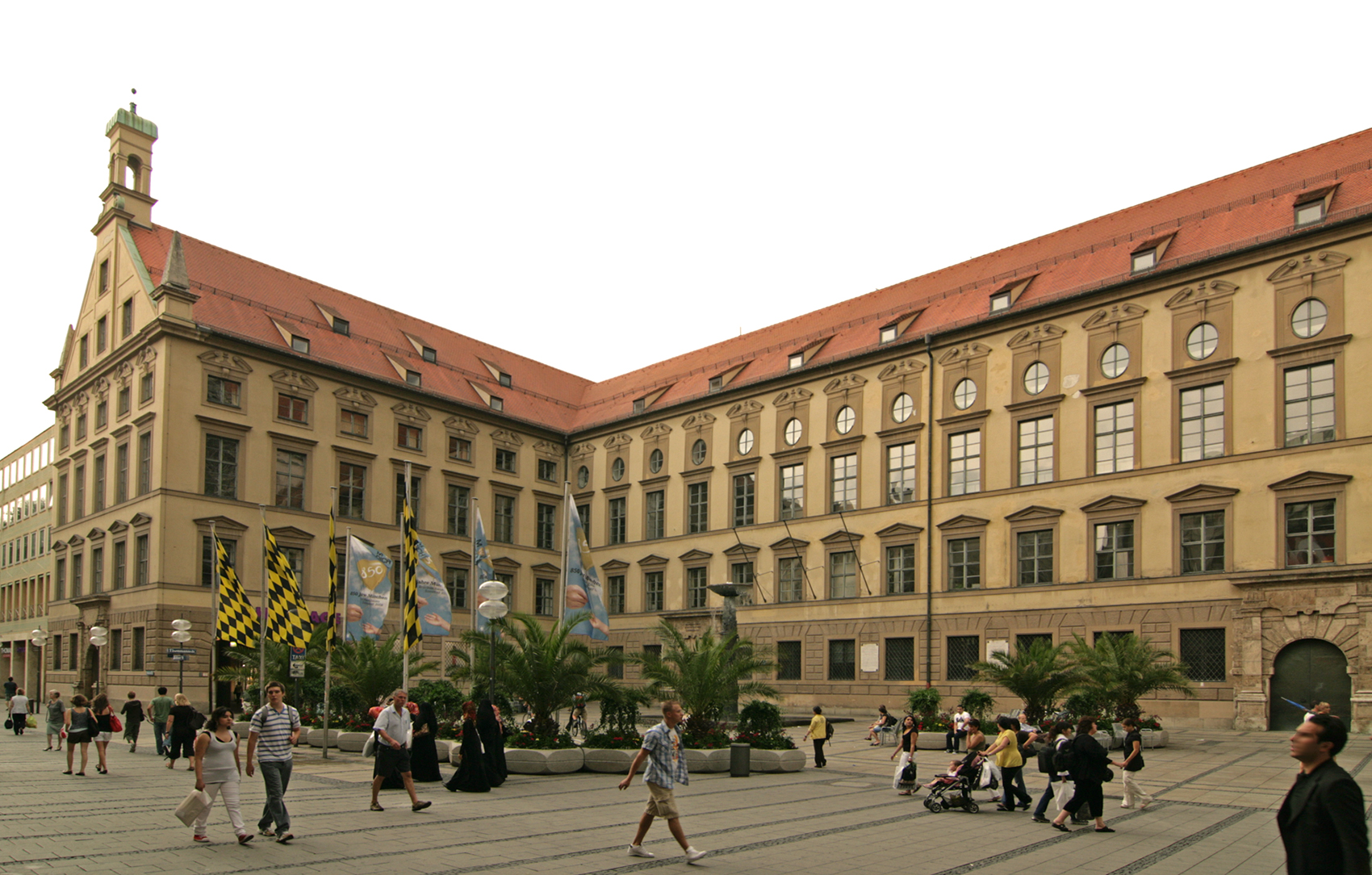
Alte Akademie nhìn từ Neuhauser Straße

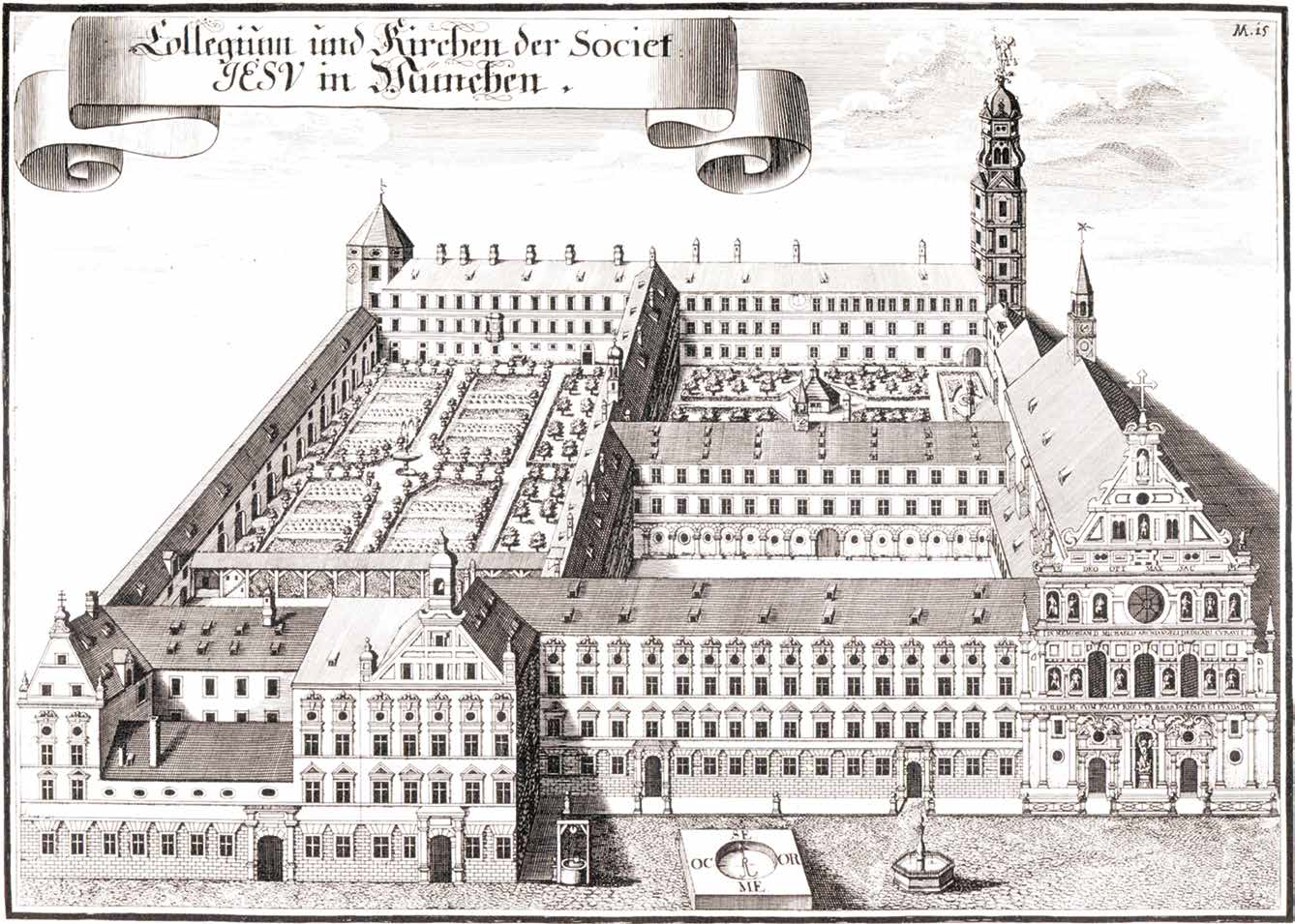
Das Wilhelminum khoảng 1700 theo Michael Wening

Alte Akademie, còn được gọi là Wilhelminum, là một tòa nhà lớn ở trung tâm München có từ thế kỷ 16 với một mặt tiền phong cách Phục hưng. Ban đầu nó là trụ sở của trường đại học dòng Tên. tòa nhà một phần có 6 tầng với 4 sân nằm trong khu Phố cổ.

## Lịch sử
Ban đầu ở chỗ này từ 1574 cho tới 1576 một trường của dòng Tên được xây dưới thời Albrecht V của Bayern bởi kiến trúc sư người Hà Lan Friedrich Sustris dưới sự hỗ trợ của thợ điêu khắc Wendel Dietrich từ Ausburg và Wolfgang Mueller từ München.
Từ 1583 cho tới 1590, nhà dòng Tên với sự hỗ trợ của Wilhelm V xứ Bayern, Công tước Bayern, cho xây Nhà thờ Thánh Michael và trường đại học dòng Tên, gọi là Wilhelminum, trong Phong trào Phản Cải cách. Kiến trúc sư có lẽ là Friedrich Sustris (1540–1599).
Sau khi Dòng Tên bị giáo hoàng Clêmentê XIV cấm năm 1773, nó trở thành trụ sở trường huấn luyện sĩ quan của Bayern và cơ quan cảnh sát (1773), Thư viện Bang Bayern (1774) và Dòng Chiến sĩ Toàn quyền Malta (1781). Từ năm 1783, Viện Hàn lâm Khoa học Bayern cũng được đưa vào Wilhelminum, và kể từ năm 1807 Cao đẳng nghệ thuật München với trường điêu khắc và hội họa hoàng gia. Năm 1826 Đại học Ludwig-Maximilian được chuyển từ Landshut đến đây cho đến năm 1840. Trong tháng 4 năm 1944, toà Wilhelminum bị bom đạn của quân Đồng Minh phá hủy sau khi nhiều tài liệu văn thư lưu trữ đã bị phá huỷ trước đó trong năm 1943 sau những đợt không kích của quân Đồng Minh vào München. Những hoá thạch khủng long của Ernst Stromer von Reichenbach ở Ai Cập đều bị phá huỷ hoàn toàn trong đợt không kích này. Hans Krieg, giám đốc điều hành Bảo tàng Alte Akademie, nơi mà các hoá thạch quý giá này được bảo quản, đã làm ngơ trước yêu cầu chuyển các mẫu vật này đến nơi an toàn của Stromer.